# Соната для саксофона и фортепиано (Денисов)
Соната для саксофона и фортепиано — произведение Эдисона Денисова, написанное в 1970 году. Соната входит в стандартный репертуар современного академического саксофониста.
Импульсом к созданию произведения для солирующего саксофона послужили для Денисова московские выступления саксофониста Жана Мари Лондекса, посетившего СССР по инициативе Дмитрия Кабалевского. По просьбе Денисова Лондекс по возвращении во Францию прислал композитору аудиозаписи, демонстрирующие диапазон возможностей инструмента. Денисов посвятил сонату Лондексу, впервые исполнившему её 14 декабря 1970 г. в Чикаго (партия фортепиано — Анриетта Пуиг-Роже).
Соната состоит из трёх частей, лишь в самых общих чертах следуя сонатному построению, и написана в серийной технике. В основу ведущей серии положена музыкальная монограмма DSCH, благодаря чему произведение, помимо прочего, является ещё и оммажем Дмитрию Шостаковичу. «Мастерское свободное применение серийной техники позволило композитору создать блестящее темпераментное концертное произведение виртуозного плана».